# تيري كلارك ليندن
تيري كلارك ليندن (بالإنجليزية: Teri Clark Linden)‏ هي ممثلة أمريكية، ولدت في 4 أكتوبر 1966.

## وصلات خارجية
- الموقع الرسمي
- تيري كلارك ليندن على موقع IMDb (الإنجليزية)
- تيري كلارك ليندن على موقع قاعدة بيانات الفيلم (الإنجليزية)